# West Brownsville
West Brownsville är en kommun av typen borough i Washington County i den amerikanska delstaten Pennsylvania med en yta av 3,68 km² och en folkmängd, som uppgick till 992 invånare år 2010.

## Kända personer från West Brownsville
- James Blaine, politiker